# Ethery

Obecná struktura etherů

Ethery jsou látky, které obsahují ve svých molekulách dvojvaznou skupinu -O-, na kterou se vážou dva uhlovodíkové zbytky (obecný vzorec R-O-R’). Ethery se dělí na jednoduché (mají v molekule dva stejné uhlovodíkové zbytky) a na smíšené (mají v molekule dva různé uhlovodíkové zbytky).

## Vlastnosti
Dimethylether je plyn, ostatní vyšší ethery jsou kapaliny a některé i pevné látky. Mají charakteristickou vůni. Jsou těkavé a hořlavé. Mají nižší teplotu varu než alkoholy a nevytvářejí vodíkové vazby. Nemísí se s vodou a jsou to výborná nepolární rozpouštědla. Mají narkotické účinky.

## Charakteristika vazby
Vazba uhlíku a kyslíku je polární. Částečný kladný náboj na atomu uhlíku se stává místem pro nukleofilní substituci.

## Reakce
Nukleofilní substituce se uskutečňuje hůře než u alkoholů. Pokud reagují se silnými anorganickými kyselinami, pak vznikají stejně jako u alkoholů oxoniové soli.

## Příprava
Pro výrobu se často používají nižší alkeny, které reakcí s kyselinou sírovou poskytují alkylhydrogensulfát, a ty reakcí s alkoholem dávají ethery. Cyklické ethery se vyrábějí z vícesytných alkoholů. Dále se připravují alkylací alkoholů a dehydratací alkoholů.

## Zástupci
- Dimethylether (DME; CH3-O-CH3) je nejjednodušší ether.
- Diethylether (CH3CH2-O-CH2CH3) je snadno těkavá kapalina, která je vysoce hořlavá. Patří mezi hořlaviny první třídy. Páry se vzduchem tvoří výbušnou směs. Má nízkou teplotu varu (35 °C). Používá se jako rozpouštědlo a extrakční činidlo. Dříve se používal jako anestetikum.
- Ethylenoxid (oxiran) je velmi reaktivní, jedovatý plyn. Používá se v organické syntéze k výrobě epoxidů.
- Anisol (fenylmethylether) je příjemně vonící kapalina. Používá se k výrobě voňavek, v organické syntéze a jako rozpouštědlo.
- Dioxan je jedovatá kapalina. Používá se jako rozpouštědlo.